# 장쯔중루역
장쯔중루역(중국어: 张自忠路站)은 중국 베이징시 둥청구 자오다오 가도, 징산 가도, 베이신차오 가도, 둥쓰 가도 둥쓰베이 대가·장쯔중루·둥쓰스탸오 교차로에 위치한 베이징 지하철 5호선의 지하철역이다. 역 색조는 베이지색이다.

## 위치
이 역은 핑안 대가(平安大街)(장쯔중루(张自忠路站), 둥쓰스탸오(东四十条))와 둥쓰 북대가(东四北大街)의 교차점에 위치하며 장쯔중루의 이름을 따서 제정되었다.

## 역 구조

### 층별 구조
이 역은 섬식 승강장으로 설계된 지하철역으로 대합실에는 장쯔중의 흉상이 있고, 중일 전쟁을 주제로 한 '타이얼좡 전투'(台儿庄战役) 청동 부조도 있다.
| 지면층             | 출입구                          | A—D출입구                              |
| 지하 1층 대합실 층 | 대합실                          | 고객센터, 자동발권기, 출입 게이트      |
| 지하 2층 승강장    | ←                               | ■ 5호선 톈퉁위안베이 방면 (베이신차오) |
| 지하 2층 승강장    | 섬식 승강장, 왼쪽 출입문이 열림 |                                        |
| 지하 2층 승강장    | →                               | ■ 5호선 쑹자좡 방면 (둥쓰)             |

## 출구
이 역에는 A(북서쪽), B(북동쪽), C(남동쪽), D(남서쪽) 등 4개의 출구가 있다.
|                            |                              |                           |      |           |
| 출구                       | 지시                         | 출구 인근                 | 사진 | 편의 시설 |
| 出口 · A                   | 둥쓰 북대가(东四北大街) 서측 | 장쯔중루(张自忠路) 북측   |      | 빈칸      |
| 出口 · B                   | 둥쓰 북대가(东四北大街) 동측 | 둥쓰스탸오(东四十条) 북측 |      | 빈칸      |
| 出口 · C                   | 둥쓰 북대가(东四北大街) 동측 | 둥쓰스탸오(东四十条) 남측 |      | 빈칸      |
| 出口 · D                   | 둥쓰 북대가(东四北大街) 서측 | 둥쓰스탸오(东四十条) 남측 |      |           |
| 아이콘 설명: 휠체어 리프트 |                              |                           |      |           |

## 같이 보기
- 베이징 지하철 5호선